# Medienreichweite

Reichweite der Medien in Deutschland 2005 und die Entwicklung der Reichweite tagesaktueller Medien seit 1970 nach der Langzeitstudie Massenkommunikation

Die Medienreichweite, im medienwissenschaftlichen und mediensoziologischen Kontext oft einfach nur als Reichweite bezeichnet, gibt den Anteil der Zielpersonen an, die durch einen Werbeträger oder durch eine Werbeträgerkombination erreicht werden. Sie wird unter anderem zur Berechnung des Tausend-Kontakt-Preises benötigt.
Sie kann als absolute Zahl oder in Prozent der Grundgesamtheit angegeben werden. Wie intensiv das ausgewählte Medium im betrachteten Zeitraum genutzt wird, ist hierbei irrelevant. Ausschlaggebend ist der einmalige Kontakt. Im Falle eines Druckerzeugnisses bedeutet „Kontakt“, dass es durchgeblättert oder mindestens zum Teil gelesen wurde. Beim Hörfunk muss einige Minuten zugehört und beim Fernsehen mindestens eine Minute hingesehen werden.
Die Reichweitenergebnisse bei Hörfunk und Fernsehen stagnieren, während sie bei den Druckerzeugnissen kontinuierlich sinken. Das Internet verzeichnet die höchsten Zuwächse.

## Ziele der Reichweitenmessung
Rundfunkanstalten können ohne die Reichweitenermittlung nicht wissen, ob ihre Programme überhaupt gesehen beziehungsweise gehört werden. Bei den Printmedien bekommt der Verlag immerhin die Verkaufszahlen seiner Publikationen, allerdings weiß er damit noch nicht, wie viele Personen diese gelesen haben.
Die jeweiligen Redaktionen müssen ein Feedback über ihre Arbeit bekommen, damit sie wissen, ob ihre Produkte, Berichte angenommen werden oder ob sie etwas ändern müssen (redaktionelle Forschung). Nur so kann eine Weiterentwicklung stattfinden. Außerdem verlangen die Werbekunden Nachweise wie viele ihrer potentiellen Kunden (Zielgruppe) mit dem jeweiligen Sender/Programm, der jeweiligen Publikation, erreicht werden können (Werbeträgerforschung).
Reichweiten müssen nach einheitlichen Standards und Kriterien ermittelt werden, damit die Ergebnisse vergleichbar sind.

## Definitionen
Brutto-Reichweite
Die Brutto-Reichweite stellt die Reichweite mehrerer Ausgaben eines Mediums oder über eine Kombination unterschiedlicher Medien dar, ohne Nutzerüberschneidungen zu berücksichtigen.
Die Brutto-Reichweite gibt somit die Anzahl der Kontakte an, sagt aber nichts über die Anzahl der erreichten Personen (Netto-Reichweite) aus.
Netto-Reichweite
Man versteht unter Netto-Reichweite die Anzahl der Personen, die durch einen Werbeträger (zum Beispiel Fernsehen, Radio, Zeitschriften, Kino, Plakat, Internet) oder durch eine Kombination von Werbemitteln, die auf diesen Werbeträgern eingesetzt wurden, mindestens einmal erreicht werden. Dabei werden Doppel- und Mehrfachkontakte nicht mit einbezogen. In die Netto-Reichweite geht jede Person somit nur einmal ein, egal wie viele Kontakte sie hatte. Daher kann die Netto-Reichweite als „Reichweite des Mediaplans“ definiert werden, im Gegensatz zur Brutto-Reichweite, welche die Reichweite eines einzelnen Trägers angibt. Die Netto-Reichweite entspricht somit der Brutto-Reichweite bereinigt um die Überschneidungen.
Qualitative Brutto- und Nettoreichweite
Gibt nur die Reichweite für die vorgesehene Zielgruppe an.
Geographische Reichweite
Spiegelt den geographischen Verbreitungsraum eines Streuplans wider. Dieser reicht von regional bis global.
Tagesreichweite
Die Tagesreichweite (TRW) gibt den Anteil der Zielpersonen an, die an einem Tag durch einen Werbeträger erreicht wird. Dabei muss der Sender beim Radio mindestens eine Viertelstunde lang durchgehend gehört, beim Fernsehen mindestens eine Minute lang gesehen werden. Die Berechnung erfolgt unabhängig davon, zu welcher Uhrzeit und wie lange insgesamt der Sender von der Zielperson eingeschaltet wurde. Die Tagesreichweite wird in der Regel für den Zeitraum Montag bis Freitag (also ohne das Wochenende) erhoben.
Weitester Hörerkreis
Der Weiteste Hörerkreis (WHK) zählt die Personen, welche angeben, ein Programm in den vergangenen vier Wochen wenigstens einmal gehört zu haben; als Datenbasis gilt in der Regel die deutschsprachige Bevölkerung über 10 Jahre. Der WHK gibt mithin an, welche Reichweite eine Werbekampagne in einem bestimmten Radioprogramm maximal erreichen kann.
Weitester Leserkreis
Der Weiteste Leserkreis (WLK) umfasst die Personen, die angeben, eine Zeitung oder Zeitschrift innerhalb der letzten zwölf Erscheinungsintervalle gelesen zu haben. Bei einer Tageszeitung gehören alle Personen dazu, die die Zeitung innerhalb der letzten zwei Wochen gelesen haben; zum WLK einer Wochenzeitung oder wöchentlich erscheinenden Zeitschrift gehören alle Leser der letzten drei Monate.
Weitester Nutzerkreis
Zum Weitesten Nutzerkreis (WNK) gehören alle Nutzer, die ein Angebot innerhalb eines bestimmten Zeitraums mindestens einmal besucht haben.

## Messverfahren und Messgröße
Erhoben werden Daten beim Fernsehen durch die Telemetrie – bei Privathaushalten, die repräsentativ für die Bevölkerung ausgesucht werden, wird das Nutzungsverhalten elektronisch gemessen.
Beim Hörfunk und bei den Pressemedien werden die Reichweiten durch Befragungen ermittelt. Die relevanten Untersuchungen in Deutschland sind die Media-Analyse der AGMA und die Allensbacher Markt- und Werbeträger-Analyse. Ähnliche Untersuchungen gibt es auch in Österreich (MA) und der Schweiz (MACH).
Die Reichweite von Printmedien wird in der Regel als Leser pro Ausgabe (LpA) angegeben. Dabei handelt es sich um einen errechneten Wert, der die Nutzungswahrscheinlichkeit innerhalb einer Zielgruppe angibt.